# السويدة (أفلح اليمن)

تعديل مصدري - تعديل

السويدة هي إحدى قرى عزلة بني فلاح بمديرية أفلح اليمن التابعة لمحافظة حجة، بلغ تعداد سكانها 39 نسمة حسب تعداد اليمن لعام 2004.